# Jean-Baptiste-Joseph Gobel
Jean-Baptiste-Joseph Gobel (1 de septiembre de 1727 - 13 de abril de 1794) fue un clérigo católico francés que desempeñó labores políticas durante la Revolución francesa.

## Biografía

### Carrera clerical
Gobel nació en Thann, en el Haut-Rhin (Alsacia), y estudió teología en el Colegio Alemán de los jesuitas en Roma. Fue, sucesivamente, miembro del capítulo jesuita de Porrentruy, obispo in paribus de Lydda, y finalmente obispo auxiliar de la diócesis de Basilea para la sección de la misma situada en territorio francés. Su carrera política comenzó cuando fue elegido representante del clero ante los Estados Generales de 1789 por el bailío de Huningue.
Aunque moderado, durante la revolución se posicionó con el clero reformista. El punto de inflexión de su carrera fue su jura de la Constitución civil del clero el 3 de enero de 1791, a favor de la cual se había manifestado desde el 5 de mayo de 1790. Esta constitución permitía el nombramiento de obispos y párrocos a las asambleas electorales y no a la Santa Sede y a los obispados; la popularidad de Gobel tras la jura de la misma fue tal que fue elegido obispo constitucional de varias diócesis. Eligió el arzobispado de París, y pese a las dificultades con que se encontró para acceder al cargo una vez elegido, fue finalmente consagrado el 27 de marzo de 1791 por ocho obispos, entre los que se encontraba Charles Maurice de Talleyrand.

### Política
El 8 de noviembre de 1792, Gobel fue nombrado administrador de París. Sus públicas demostraciones de anticlericalismo probablemente fueran una táctica cuidadosamente seleccionada para ganarse las simpatías de los políticos; entre otras cosas, se declaró opuesto al celibato del clero. Su situación al frente de la diócesis de París se volvió precaria, y la Convención trató de forzar su dimisión, algo que sólo pudo ser evitado por la intervención a su favor del abate Grégoire, quien defendió públicamente la legitimidad y el derecho de Gobel a mantener sus opiniones en tanto que obispo. No obstante, no pudo evitar ser víctima del Reinado del Terror: el 17 de brumario del año II de la revolución (7 de noviembre de 1793), tuvo que presentarse ante el tribunal de la Convención Nacional para declarar sobre sus actividades como comisario civil en Porrentruy, y, en una famosa escena, renunció a sus funciones episcopales, proclamando que lo hacía por amor al pueblo y respeto a sus deseos.
Los seguidores del periodista ateo Jacques-René Hébert, que buscaban la descristianización de Francia,[cita requerida] eligieron a Gobel como su representante. Al mismo tiempo, el principal rival de Hébert, Maximilien Robespierre, harto de la continua agitación que causaba Hébert mediante su periódico, y viendo el alto coste que tenía este sobre la política francesa -había sido Hébert quien, en contra de los deseos de Robespierre, había agitado al pueblo para que apoyaran la ejecución de María Antonieta, por ejemplo- decidió librarse del mismo bajo oscuros cargos de traición. 
En el proceso político contra Hébert cayeron igualmente sus principales seguidores: Pierre Gaspard Chaumette, y Anacharsis Cloots, y el propio Gobel, quien fue guillotinado junto con todos ellos el 13 de abril de 1794.